# Esteban Rodríguez Miró
Esteban Rodríguez Miró y Sabater (en catalán Esteve Rodríguez Miró i Sabater; Reus, España, 1744 - Vergara, España, 4 de junio de 1795) fue un militar español que desempeñó el cargo de gobernador de la Luisiana. En el desempeño de sus funciones debió afrontar el incendio que arrasó Nueva Orleans en 1788.
El general James Wilkinson nombró la actual calle Mero (así escrito) en Frankfort, Kentucky, en honor al gobernador Miró, quien era su empleador, ya que Wilkinson fue espía a beneficio de España.  El código de Wilkinson era "Agente 13", que era el pseudónimo bajo el cual se comunicaba con Miró.: 88 
Al inicio en 1796, la mitad del recién creado estado de Tenesí recibió el nombre del gobernador Miró: el distrito de Mero (Mero District). El nombre se mantuvo en uso hasta al menos 1807.